# Heteroscada nigrocollaris
Heteroscada nigrocollaris är en fjärilsart som beskrevs av Felix Bryk 1953. Heteroscada nigrocollaris ingår i släktet Heteroscada och familjen praktfjärilar. Inga underarter finns listade i Catalogue of Life.